# Safe in Hell
Safe in Hell ist ein US-amerikanischer Spielfilm mit Dorothy Mackaill unter der Regie von William A. Wellman. Der Film ist ein typisches Beispiel für den laxen Umgang mit den Zensurvorschriften vor dem Production Code im Pre-Code-Hollywood.

## Handlung
Die Prostituierte Gilda Karlson wird eines Tages zu Piet Van Saal gerufen und erkennt in ihm den Mann, der sie damals verführt und um jede Chance auf ein ehrbares Leben gebracht hat. Während einer dramatischen Auseinandersetzung schlägt Gilda Piet mit einer Vase auf den Kopf und glaubt, ihn getötet zu haben. In Panik flieht sie vom Tatort. Am nächsten Tag brennt das Gebäude komplett ab, und Gilda wird wegen Mordes an Piet Van Saal angeklagt. Gilda will gerade aus der Stadt entweichen, als ihr Freund, der Seemann Carl Bergen, auftaucht. Ihm gesteht Gilda ihr trauriges Schicksal. 
Carl, der zunächst mit Unverständnis auf Gilda reagiert, will ihr helfen. Er schmuggelt sie als blinden Passagier an Bord seines Schiffs, um sie auf einer Insel in der Karibik zu verstecken. Nach dort werden verurteilte Gewaltverbrecher deportiert, und niemand kann an Drittstaaten ausgeliefert werden. Kaum ist Carl abgereist, versuchen alle Männer, Gilda zu verführen, die jedoch treu zu ihrem Geliebten steht. Diese moralische Aufrichtigkeit findet rasch die Bewunderung der Sträflinge, die Gilda schließlich in Ruhe lassen. Nur Mr. Bruno, der Henker der Insel, lässt nichts unversucht, sich Gilda sexuell gefügig zu machen. 
Eines Tages steht Piet Van Saal vor Gildas Tür. Er hat ihren Angriff und das Feuer überlebt und gemeinsam mit seiner Frau die Lebensversicherung kassiert. Gilda, überglücklich, keine Mörderin zu sein, will mit dem nächsten Schiff zurück in die USA. Piet erzählt jedoch in der Zwischenzeit allen Männern, dass Gilda eine Prostituierte war, worauf einige der Häftlinge versuchen, Gilda zu vergewaltigen. Mit einer gestohlenen Pistole erschießt sie in einem Handgemenge Piet Van Saal. 
Gerade als Gilda während des kurz nach dem Verbrechen anberaumten Prozesses von den Anschuldigungen freigesprochen werden soll, erpresst Bruno die junge Frau mit der Tatwaffe, die Gilda ohne Erlaubnis bei sich trug. Gilda, die treu zu ihrem Versprechen steht, Carl niemals zu betrügen, verweigert sich Bruno und gesteht stattdessen die Tat. Sie wird zum Tode verurteilt. Kurze Zeit später kommt Carl auf die Insel. Gilda schafft es, ihm die Wahrheit zu verschweigen, und verspricht, bald mit ihm nach New York zu gehen. Nach seiner Abreise geht sie erhobenen Hauptes zu ihrer eigenen Hinrichtung.

## Hintergrund
William A. Wellman stand zu Beginn der 1930er bei Warner Brothers unter Vertrag, wo er meist Filme mit sozialkritischem Hintergrund drehte. Seine Arbeiten mit Barbara Stanwyck wie Night Nurse und The Purchase Price zeigten die Verzweiflung und materiellen Nöte, die die Weltwirtschaftskrise ausgelöst hatte, am Beispiel von dramatischen Frauenschicksalen. Safe in Hell war seine einzige Zusammenarbeit mit Dorothy Mackaill, die den Umbruch vom Stummfilm zum Tonfilm nur mit Mühe geschafft hatte und gerade erst im Vorjahr mit The Office Wife wieder an ihre früheren Erfolge anknüpfen konnte. Die Rolle der Gilda wurde vom Studio zuerst Barbara Stanwyck angeboten, die jedoch den Part in Illicit übernahm. Der Charakter der Gilda ist typisch für die Helden von Wellman: Menschen, die in extremen Situationen charakterliche Stärke beweisen und sich selbst und ihren Überzeugungen treu bleiben. Gilda, trotz ihres zwielichtigen Hintergrundes, wählt den Tod vor dem Verrat an ihren Idealen und beweist damit eine Integrität, die nicht unbedingt zu vermuten ist. Inmitten einer Gesellschaft von Gesetzlosigkeit und Gewalt verzichtet Gilda auf den einfachen Ausweg und geht lieber selbstbewusst in den Tod, als sich Bruno sexuell hinzugeben.
Aus heutiger Sicht interessant ist die Art und Weise, mit der die afro-amerikanische Schauspielerin Nina Mae McKinney, bekannt aus dem Musical Hallelujah von King Vidor, ihre Rolle interpretiert. Ihr Charakter der Leonie ist als einziger moralisch absolut integer, und McKinney spricht ohne den damals üblichen Slang und das Kauderwelsch, mit dem Afro-Amerikaner sonst auf der Leinwand erschienen.

## Kritik
In der New York Times wurde besonders Nina Mae McKinney gelobt:

“Dorothy Mackaill and Don Cook are the unhappy lovers. […] Nina Mae McKinney, the too seldom seen temptress of "Hallelujah," as a dark-skinned barmaid, is about the most entertaining item in the film.”

„Dorothy Mackaill und Don Cook sind die unglücklichen Liebenden. […] Nina Mae McKinney, die leider viel zu selten zu sehende Verführerin aus Hallelujah, hier als dunkelhäutiges Barmädchen, ist das bei weitem unterhaltsamste Element dieses Film.“